# Iška (reka)
Iška je reka v Sloveniji, dolga 30 km in spada med krajše slovenske reke. Tok reke je izrazito premočrten. Povirje sega daleč proti jugu.
Iška ima več izvirov, glavna kraka Iška in Zala (sotočje je pri Vrbci) pa izvirata izpod vzhodnega dela Notranjske planote, od koder priteka tudi večina drugih notranjskih rek. Iška v povirju zbira svoje vode iz v Žmucovega potoka, Laščka, Malenca in Ločice.
Iška se izliva v reko Ljubljanico (Iška > Ljubljanica > Sava > Donava > Črno morje) in zato spada v Črnomorsko povodje.
Med septembrskimi poplavami leta 2010 je v noči med 20. in 21. septembrom izginila v delu med Iško vasjo in Strahomerjem; nastalo je globoko brezno, v katero se je izlivala reka. Iška je imela nekaj dni pred tem, 18. septembra, rekorden pretok 327 kubičnih metrov na sekundo, izredno je narastla ter poplavila kraje Iška, delno Iško vas, Strahomer, Vrbljene in Tomišelj, kjer je prestopila nasip in prodrla proti Brestu in Mateni. Podoben pojav se je zgodil med drugo svetovno vojno, ko se je brezno pojavilo na približno enakem mestu struge.. 25. septembra 2010 se je reka vrnila v svojo staro strugo.
Da bi prikazali lastnosti Iške, njen nastanek in okolico, so v letu 2014 ob toku reke Iške, med Iškim Vintgarjem ter Lipami na Ljubljanskem barju odprli naravoslovno učno pot Pot ob reki Iški »Okljuk«. Pot je dolga 13 km, zato je priporočljiv ogled s kolesom. Na poti je postavljenih 11 informativnih tabel, kjer spoznamo zanimivosti reke Iške.